# نينيل تيرنوفسكايا
نينيل تيرنوفسكايا (بالروسية: Нинель Фёдоровна Терновская؛ ولدت 23 مارس 1927 - توفي 27 أبريل 2021)، كانت ممثلة مسرحية سوفيتية ثم روسية لاحقًا في مسرح الشباب الأكاديمي الروسي. أصبحت فنانة مرموقة في روسيا الاتحادية الاشتراكية السوفيتية في عام 1970 وفنانة شعبية في روسيا في عام 1996. تقاعدت في عام 2013.
وتوفيت تيرنوفسكايا في 27 أبريل 2021 عن عمر يناهز 94 عامًا.